# 驚輸
驚輸，源自闽南话，意思是「怕输」，怕事事都落后于人。後來在新加坡衍伸許多用法，也被认为是新加坡的国民迷思（national fixation）之一。

## 語源
驚輸（kiasu）源自閩南語，字面上的意思就是「怕輸」。在同樣使用閩南語的臺灣，「驚輸」就是「怕輸」，並無特別的意思，教育部《臺灣閩南語常用詞辭典》亦未收錄此字。
但在新加坡、馬來西亞的福建話中，此字衍伸為表示害怕失去或表示吝啬、自私（的态度），常被用来形容害怕没有拿到最好的、害怕失败的人，或常被用来指在每一次交易中总想占大头、占每一次竞争中都想占先的渴望，其中暗含了对其贪婪、自私、粗鲁等的影射。

## 用法
这个词语在新加坡很常用，并由新加坡式英語使用者引入英语当中，常用于形容那些由于害怕错失或者失去而引起的焦虑而自私的行为。该词的英文Kiasu见诸正式场合最早追溯到1990年新加坡的议会文件，原句是在讲希望政府不要患上其呼吁大家反对的驚輸综合症（Kiasu Syndrome）。常被一同提及的类似词语还有驚死（害怕死）。

## 影响
驚輸心理既有正面作用也有负面作用。有些人说这一心理使得一切都保持在较高水平上，但也有人说这种心理会导致社会残酷无情。
以下行为被认为归因于这一心理：
- 吃自助餐时明明餐盘已经满出来了，但是还是要继续加东西，生怕自己吃得不够多；
- 在新加坡地鐵上，人们蜂拥入车厢，丝毫不顾里面还有人要出来；
- 行车到最后一刻才变道，防止别人占用自己现在的道；
- 关掉电梯门，防止别人进来；
- 不乐意分享知识，以使得自己保持领先……

此外，这种心理使得人们倾向于避免一切风险，这反映在不少新加坡的初创企业身上。

## 流行文化
在新加坡，「驚輸先生」（Mr. Kiasu）是一名知名的漫画人物，出现在新加坡街头和政府宣传品中。其凡事争第一、贪便宜的性格被认为反映了新加坡人的生活侧面，并被认为暗含了新加坡对冒险与开拓精神的缺乏所造成的被动。尽管驚輸原来有贬义内涵，但却被部分新加坡人引以为傲。但也有人认为，驚輸先生扭曲了新加坡人的形象。新加坡有专门的家长网站，名为KiasuParents（意即驚輸家长）。网站供16岁以下儿童或青少年的家长交流与合作。驚輸文化被认为促进了新加坡的教育，强化了其高等教育竞争力。1993年，新加坡为去除“Kiasuland（驚輸之地）”这一称号，将这一年新加坡國家礼貌運動的主题定为“如果我们有时只能看到我们自己（If we could only see ourselves sometimes）”。
新加坡歌手陈奂仁在2017年发行的专辑《差不多人生》中就有歌曲名为《驚輸》。
2014年，香港占领中环活动失败后，该词被律師任建峰所使用，其在苹果日报上发文指出，香港人不必嘲笑新加坡人的驚輸，持有普世价值就不怕输。

## 参阅书目
- Leo, David. . 1995. ISBN 981-204-626-7.
- See, Ee Lin. . 2005. ISBN 981-05-3016-1.